# Before Sunset
Before Sunset (Brasil: Antes do Pôr do Sol / Portugal: Antes do Anoitecer) é um filme estadunidense de 2004, sequência de Before Sunrise, de 1995, dirigido por Richard Linklater. O filme teve uma continuação, Before Midnight, lançado nos Estados Unidos e no Brasil em 2013.
Como o diretor Richard Linklater disse, o primeiro filme não foi um sucesso de bilheteria: portanto, fatores financeiros não justificariam uma continuação. A justificativa para se fazer Before Sunset foi que os fãs do primeiro filme eram fiéis e apaixonados e mereciam saber o que havia acontecido com os seus personagens favoritos.
As filmagens duraram apenas quinze dias e custaram dois milhões de dólares estadunidenses. O filme foi um sucesso de público e crítica.

## Sinopse
Nove anos depois do primeiro encontro, Jesse, que tornou-se escritor, está em Paris promovendo o seu livro, que está vendendo muito bem. É um livro que conta a história de um casal que vive um romance de uma noite em Viena, após se conhecerem em um trem.
Após uma entrevista coletiva, Celine encontra Jesse, e os dois têm pouco mais de uma hora e meia para colocar a conversa em dia pois, às 19h30, ele tem que pegar um avião para retornar para casa.

## Elenco
- Ethan Hawke .... Jessie
- Julie Delpy .... Celine
- Diabolo .... Philippe
- Louise Lemoine Torres .... jornalista
- Rodolphe Pauly .... jornalista
- Vernon Dobtcheff .... dono da livraria
- Mariane Plasteig .... garçonete

## Tempo real e conexões entre filme e realidade
Ao contrário do primeiro filme da série, que, em pouco menos de duas horas de projeção, mostrava o entardecer, a noite, a madrugada e o comecinho da manhã, "Antes do pôr do sol" se passa em tempo real, e cada minuto de filme equivale a um minuto no "tempo do filme". Richard Linklater disse que esse foi um desafio, pois eles tinham entre duas e quatro horas de luz por dia para poderem filmar.
Outra curiosidade foi que o tempo que consta no filme que os personagens não se viam (nove anos) foi também o tempo de intervalo entre um filme e outro. Tal coincidência se repetiria novamente com a continuação de "Antes do pôr do sol", "Antes da meia-noite", lançado em 2013.
Outro exemplo de conexão entre filme e realidade foi o fato de, no filme, a personagem Celine afirmar ter composto três músicas: "uma valsa", "uma música para um ex-ex-namorado" e um "música para seu gato". Duas delas são tocadas ao longo do filme e uma faz parte da trilha sonora, e todas foram compostas pela própria Julie Delpy. São, respectivamente, "A waltz for a night", "An ocean apart" e "Je t'aime tant".
Em uma cena, Celine diz à Jesse: "Você é do signo de escorpião, e eu sou sagitariana. Logo, nos damos bem". Estes são os signos dos atores na vida real.
Jesse, o personagem de Ethan Hawke, vive um casamento fracassado com a mulher com que ele casou porque a engravidou. Em 2003, Ethan se  separou da atriz Uma Thurman, com quem havia casado quando ela estava grávida do seu primeiro filho. Após o lançamento do filme, Ethan e Uma se divorciaram.
O pai e a mãe com quem a personagem Celine (Julie Delpy) conversa no pátio do prédio são, também, os pais da atriz na vida real: Albert Delpy e Marie Pillet.

## Produção
Depois da filmagem de "Antes do amanhecer", Linklater, Hawke e Delpy cogitaram fazer uma sequência. Linklater pensou numa sequência que seria filmada em quatro diferentes locações, com um orçamento muito maior. Quando sua proposta não conseguiu financiamento, ele diminuiu a escala do projeto.
Dessa vez, o roteiro do filme não foi escrito apenas pelo diretor Richard Linklater e pela produtora Kim Krizan; Julie Delpy e Ethan Hawke, que interpretam os personagens centrais do filme, também foram autores.
Ao final do primeiro filme, ambos expressaram, ao diretor Richard Linklater e à produtora Kim Krizan, a vontade de fazer uma continuação. Durante nove anos, os quatro ficaram se correspondendo por email, falando por telefone e, às vezes, se encontrando pessoalmente. Assim, as ideias foram sendo expostas e foram amadurecendo, até tomarem a forma de um roteiro, que foi indicado ao Oscar. Em uma entrevista de 2010, Hawke disse que os três trabalharam em vários roteiros potenciais ao longo dos anos. Conforme o tempo passava e o financiamento não era obtido, eles adaptaram os primeiros roteiros de "Antes do amanhecer" para redigir o rascunho final de "Antes do pôr do sol".
Linklater descreveu o processo de completar a versão final do filme:

Sentamos num quarto e trabalhamos juntos por um período de três ou quatro dias, criando um retrato bem detalhado do filme nesse ambiente de tempo real. Durante o ano seguinte, nos correspondemos por e-mail e fax. Eu atuei como uma espécie de conduto elétrico: eles me mandavam monólogos, diálogos, cenas e ideias, e eu editava, compilava e escrevia. Foi assim que chegamos a um roteiro.
Hawke disse: "ninguém nos pediu para fazer um segundo filme. Nós o fizemos porque o quisemos".
O filme foi filmado inteiramente em Paris. Ele inicia na livraria Shakespeare and Company, na Rive Gauche. Outras locações incluíram: a caminhada de Jesse e Celine no bairro do Marais, no quarto distrito; o Le Pure Café, no 11º distrito; o parque Promenade Plantée, no 12º distrito; um bateau-mouche que vai do cais da Tornela até o cais de Henrique IV; o interior de um táxi; e, finalmente, o "apartamento de Celine". Este é descrito no filme como estando localizado no número 10 da rua dos Pequenos Estábulos, mas ele foi realmente filmado na quadra da Estrela de Ouro, na altura da rua do Subúrbio Santo Antônio.
O filme foi filmado em quinze dias, com um orçamento de aproximadamente 2 000 000 de dólares estadunidenses. O filme é notável pelo uso da steadicam e de filmagens longas; a filmagem mais longa com a steadicam dura, aproximadamente, onze minutos. Devido à onda de calor de 2003 na Europa, a equipe de filmagem sofreu junto com a população, pois as temperaturas foram superiores a 38 graus Celsius durante a maior parte da filmagem. A produtora Anne Walker-McBay trabalhou com menos tempo e dinheiro que ela havia tido em "Antes do amanhecer", mas conseguiu completar o filme dentro do prazo e do orçamento.
O filme é notável por ocorrer basicamente em tempo real, isto é, o tempo que transcorre na história é o mesmo tempo que é exibido no filme. Isso criou desafios para o diretor de fotografia Lee Daniel, que tinha de manter homogêneas a cor e a intensidade da luz em todas as cenas do filme.
Os atores ensaiaram durante 3 semanas e as filmagens duraram 2 semanas. Apesar de ter sido indicado para o Óscar de melhor roteiro adaptado, o roteiro não foi baseado em nenhum texto existente. No entanto, de acordo com as regras da Academia de Artes e Ciências Cinematográficas, todas as continuações são adaptações.
Uma vez que o filme se passa durante um fim de tarde, este seria o único momento do dia em que as filmagens deveriam acontecer. O diretor Richard Linklater julgou que isso tornou o filme mais real.
A música que os personagens escutam no apartamento de Celine é "Just in Time", do CD duplo "The Tomato Collection", de Nina Simone.

## Principais prêmios e indicações
O filme ganhou dois prêmios: o Empire Award, em 2005, foi para Julie Delpy, na categoria de melhor atriz. Pelo mesmo motivo, a atriz também ganhou o SFFCC Award (só que esse prêmio foi de 2004).
O filme ainda foi indicado ao WGA Award (melhor roteiro), OFCS Award (melhor roteiro, filme e atriz), Independent Spirit Award (melhor roteiro), Gotham Awards (melhor filme), Bodil (melhor filme americano), Urso de Ouro do Festival de Berlim (melhor diretor), Condor de Prata (melhor filme estrangeiro em idioma não hispânico) e o Oscar  (melhor roteiro adaptado).

## Recepção
No site Rotten Tomatoes, Before Sunset tem um índice de aprovação de 94% baseado em 177 resenhas, com uma nota média de 8,30 (de 10). O consenso dos críticos do site diz: "Repleto de diálogos envolventes, Before Sunset é um romance espirituoso e comovente, com química natural entre Hawke e Delpy". Já no site agregador Metacritic, o filme tem uma média ponderada de 91 (de 100) baseado em 39 resenhas de publicações convencionais, indicando "aclamação universal". O filme apareceu na lista de vinte e oito críticos dos top 10 filmes de 2004 e ficou em 27º lugar na lista dos filmes mais avaliados da década do Metacritic (2000-09).

## Sequência
Em junho de 2012, Ethan Hawke confirmou que haveria uma sequência do filme Before Sunset e que seria filmada no verão de 2012. Antes da Meia-Noite foi lançado em 2013.